# Ochthebius orientalis
Ochthebius orientalis är en skalbaggsart som beskrevs av Emile Janssens 1962. Ochthebius orientalis ingår i släktet Ochthebius och familjen vattenbrynsbaggar. Inga underarter finns listade i Catalogue of Life.